# EX-323
La carretera EX-323 es de titularidad de la Junta de Extremadura. Su categoría es local. Su denominación oficial es   EX-323 , de Cabeza del Buey a límite de provincia de Ciudad Real por Zarza Capilla.

## Historia de la carretera
Es la antigua BA-V-4141 (  BA-034 ) que fue renombrada en el cambio de titularidad de carreteras entre Diputación de Badajoz y Junta de Extremadura en el año 2000.

## Inicio
Su origen está en punto kilométrico 3,3 de la   EX-322  Cabeza del Buey a Puebla de Alcocer.

## Final
Su final está en el límite provincial con Ciudad Real, en el término municipal de Chillón.

## Trazado, localidades y carreteras enlazadas
La longitud real de la carretera es de 33.140 m., de los que la totalidad pertenecen a la provincia de Badajoz.
Su desarrollo es el siguiente:
| P. K.           | HITO                                                                                     |
| --------------- | ---------------------------------------------------------------------------------------- |
| 0+000           | Inicio: Enlace con EX-322 .                                                              |
| 9+800           | Enlace con BA-161 Zarza Capilla a EX-322 .                                               |
| 10+600 - 12+100 | Travesía de Zarza Capilla, Paseo de Máximo Hidalgo.                                      |
| 17+200 - 17+400 | Travesía de Peñalsordo, Calle Carretera.                                                 |
| 17+400 - 18+100 | Travesía de Peñalsordo, Avenida de Juan Carlos I.                                        |
| 17+850          | Intersección con BA-4143 Peñalsordo a Límite provincial con Córdoba / Avenida de la Paz. |
| 20+400          | Acceso a Capilla                                                                         |
| 20+900          | Enlace con BA-044 Capilla a Garlitos.                                                    |
| 23+500          | Enlace con Carretera local a BA-4143 Peñalsordo a Límite provincial con Córdoba.         |
| 25+150          | Puente sobre el Embalse de La Serena.                                                    |
| 33+140          | Final: límite provincia de Ciudad Real. CM-4200                                          |

## Evolución futura de la carretera
La carretera está incluida en la Trasnversal IV del antiguo Plan de Infraestructuras de la Junta de Extremadura, no habiéndose aún completado su acondicionamiento en totalidad, llegando solo hasta el límite del término municipal entre Peñalsordo y Capilla. A partir de ese punto la carretera está en unas condiciones pésimas, es estrecha y tiene el firme en mal estado. Solamente está mejor el tramo que se hizo nuevo para desviar la carretera por la construcción del Embalse de La Serena, aunque ya se nota en el mismo el paso de los años.
Casi al final de su trazado hay una zona conocida como "La Cuesta de las Jaras" con una pendiente acusada y muchas curvas, donde la estrechez y la ausencia de elementos de seguridad (quitamiedos) y pintura en el firme la hacen especialmente peligrosa.